# Aemilianus
Aemilianus (tiếng Latinh: Marcus Aemilius Aemilianus Augustus; khoảng 207/213 – 253), là Hoàng đế La Mã được 3 tháng vào năm 253. Aemilianus là chỉ huy quân đội La Mã ở Moesia, nhờ giành một chiến thắng quan trọng chống lại quân xâm lược người Goth mà ông được binh sĩ ca ngợi và tôn kính. Sau đó dựa vào thực lực của mình, ông mau chóng tiến quân về Ý đánh bại Hoàng đế Trebonianus Gallus mà ít lâu sau bị thuộc hạ của mình giết chết khi một viên tướng khác là Valerianus, cũng tự phong làm Hoàng đế rồi thống soái đại quân tiến đánh Aemilianus nhằm phân định ngôi vị giữa đôi bên.

## Tiểu sử

### Thiếu thời

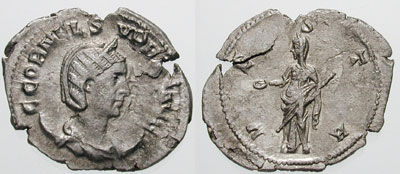
Cornelia Supera (hoặc Supra), là vợ của Aemilianus

Aemilianus được sinh ra ở châu Phi thuộc La Mã. Theo nguồn tài liệu từ thế kỷ 4 Epitome de Caesaribus thì ông được sinh ra tại Girba (nay là Djerba, một hòn đảo ngoài khơi bờ biển của Tunisia) và là người Moor; một tài liệu tham khảo cũng cùng một nguồn các lời gợi ý cho rằng ông được sinh vào khoảng 207. Nhà sử học thế kỷ 12 Joannes Zonaras gọi ông là một người Libya (nghĩa là đến từ phía tây Ai Cập và phía đông Libya) hơn là một người Moor, riêng một cuốn biên niên sử thế kỷ 13 còn cho là ông đã bốn mươi tuổi vào thời điểm qua đời năm 253.
Về dòng dõi của Aemilianus có hai tới nghi vấn khác nhau đều mang tính phóng đại: trong khi nhà sử học Eutropius và dịch giả của ông Paeanius luôn phỉ báng Aemilianus về việc tiếm vị thất bại khi họ nói rằng ông xuất thân từ một gia đình bình thường, John thành Antioch thì lại dựa vào những lời tuyên truyền của Aemilianus khi ông cho rằng kẻ tiếm ngôi sử dụng thân thế của mình để thâu tóm quyền hành. Aemilianus kết hôn với Cornelia Supera, một phụ nữ gốc Phi nhưng không rõ họ kết hôn vào năm nào, cũng có thể là cả hai đều từ cùng một nơi, các nhà sử học đều cho rằng họ đã kết hôn trước khi Aemilianus rời khỏi châu Phi.

### Binh nghiệp
Dưới thời Hoàng đế Trebonianus Gallus và con trai của ông Volusianus (251-253), Aemilianus được triều đình gửi đến các nước vùng Balkan để chỉ huy quân đội. Trọng trách chính của ông là đảm bảo hòa bình dọc theo biên giới sông Danube, vốn là vùng đất hay chịu nhiều cuộc tấn công từ người Goth dưới sự lãnh đạo của vua Cniva.
Gallus đã lo củng cố ngôi vị từ sau cái chết của hoàng đế Decius dưới tay của Cniva trong trận Abrittus vào năm 251 và sau đó phải lo giải quyết một đợt bùng phát nạn dịch hạch đã tàn phá thành Roma. Tuy nhiên ông lại không được lòng binh sĩ trong quân đội, chủ yếu là do các điều ước nhục nhã được ký kết năm 251 với người Goth và vua Shapur I của Ba Tư, người đã tấn công Syria. Theo John thành Antioch thì khi được bổ nhiệm làm thống soái tại Moesia, Aemilianus đã ghen tị với Gallus và âm mưu tạo phản chống lại ông. Ngoài ra ông còn đối địch với Viện Nguyên lão La Mã và kế hoạch nổi loạn của ông đều được các sử gia Jerome và Jordanes xác nhận.

### Triều đại

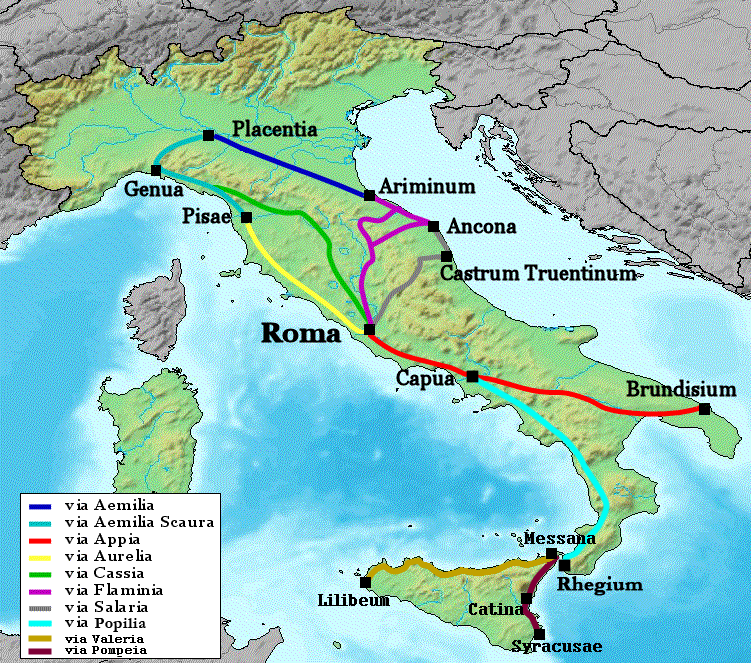
Đại lộ Flaminia có màu tím, chia làm hai khúc gần khu vực này là Terni; Aemilianus lúc này đang dẫn đại quân từ phía bắc tiến xuống thành Roma, đánh bại Trebonianus Gallus trên khúc phía đông.

Năm 253, người Goth dưới sự lãnh đạo của vua Cniva tuyên bố họ đã không nhận được khoản cống nạp từ người La Mã theo hiệp ước năm 251. Họ vượt qua biên giới và tấn công Cappadocia, Pessinus, và Ephesus. Các nhà sử học hiện đại tin rằng khoản tiền cống nạp thiếu mất này không làm thay đổi trong chính sách của Đế quốc La Mã, và người Goth gần như chỉ muốn cố gắng để tận dụng sức mạnh quân sự của họ. Aemilianus đã ra lệnh cho quân đội được phân công bảo vệ khu vực, nhưng thất bại gần đây tại trận Abrittus đã đẩy quân của ông bên bờ vực thẳm. Để vực dậy tinh thần binh sĩ, Aemilianus đã cổ vũ họ, nhắc nhở họ về danh dự La Mã (theo Zosimus) và hứa hẹn lấy lại những khoản cống nạp từ người Goth (theo Zonaras). Người La Mã đã tiến hành đột kích người Goth, giết chết gần như tất cả bọn họ rồi tiếp theo dẫn quân xâm nhập lãnh thổ của họ với kết quả là giành được chiến lợi phẩm và giải thoát các tù binh. Đám binh sĩ La Mã được Aemilianus triệu tập liền tôn phò ông làm Hoàng đế. Tuy nhiên theo như Jordanes cho biết thì đại quân của Aemilianus chỉ kéo đi cướp phá bên trong lãnh thổ La Mã hơn là chiếm đoạt cống phẩm của người Goth.
Cùng vài người hầu cận, Aemilianus rời khỏi tỉnh của ông mà không đề phòng và di chuyển một cách nhanh chóng tới Roma để gặp gỡ hoàng đế hợp pháp Gallus trước khi có thể nhận được viện binh về sau. Trong khi Aemilianus tấn công bất ngờ thành Roma dọc theo đại lộ Flaminia, thì cả Gallus và Volusianus đã buộc Viện Nguyên lão phải tuyên bố ông là "kẻ thù nhân dân", sau đó hai người dẫn quân binh rời khỏi Roma để đến gặp kẻ cướp ngôi. Chiến lược này cho thấy quân của Aemilianus có quy mô nhỏ hơn so với đối phương, khi họ có thể không mong đợi quân tiếp viện đến kịp lúc nhưng vẫn tin rằng đại quân của họ sẽ giành chiến thắng trong trận giao chiến. Quân đội hai bên mau chóng dàn trận ở Interamna Nahars (nay là Terni) ở cuối phía nam đường phía đông Flaminia, sau một hồi kịch chiến dữ dội cuối cùng thì Aemilianus thắng trận; làm cho Gallus và Volusianus cùng với một vài tùy tùng chạy trốn về phía bắc, có lẽ họ định thực hiện chiến thuật trì hoãn trước khi đợi quân tiếp viện đến cứu, nhưng tại quảng trường trung tâm Flaminii (nay là San Giovanni Profiamma) ở khúc đường phía tây Flaminia, cả hai người đều bị đám vệ sĩ phản bội giết chết để được thưởng công.

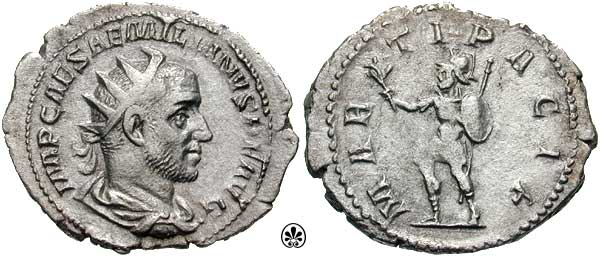
Đồng tiền xu của Aemilianus, cho thấy bên mặt phải của đồng xu là hình thần chiến tranh Mars, ý nhắc đến các đức tính quân sự của hoàng đế.

Aemilianus tiếp tục tiến về Roma. Viện Nguyên lão La Mã sau một hồi phản đối kịch liệt cũng đành công nhận ông là hoàng đế. Theo một số nguồn tài liệu thì sau đó Aemilianus đã viết thư cho Viện Nguyên lão, hứa sẽ chiến đấu vì Đế quốc ở Thrace và chống lại người Ba Tư, cùng với tuyên bố sẽ từ bỏ quyền lực của mình cho Viện Nguyên lão mà ông chỉ coi mình là một vị tướng. Aemilianus tiếp nhận danh hiệu Pius, Felix và Pater Patriae, tribunicia potestas và được thăng lên tới chức pontifex maximus; tuy nhiên ông lại không được bầu chọn làm chấp chính quan (có thể là do gốc gác không thuộc Nguyên lão nghị viên La Mã chính thống). Những đồng tiền đúc của ông cho thấy lời tuyên truyền của ông chỉ tập trung vào khả năng chỉ huy quân sự của mình, cũng bởi ông đã đánh bại người Goth khi ít ai nghĩ rằng điều này có thể xảy ra, và do đó mọi người coi ông là người thích hợp cho công việc khôi phục lại sức mạnh của Đế quốc La Mã, vốn đã bị suy yếu nhiều do thường xuyên bị nội loạn và ngoại xâm tác động.
Tuy nhiên, viên thống đốc các tỉnh vùng sông Rhine là Valerianus lại đang trên đường tiến về phía nam với một đội quân mà Zosimus đã gọi đấy là quân tăng viện cho Gallus. Nhưng các sử gia hiện đại tin rằng đội quân này có thể được huy động cho một chiến dịch đương nhiệm ở phía Đông, và chỉ di chuyển sau cái chết của Gallus nhằm hỗ trợ cho Valerianus trong cuộc tranh đoạt quyền bính. Quân sĩ của Hoàng đế Aemilianus do lo sợ sẽ bùng nổ một cuộc nội chiến nên chần chừ chưa chịu tiến công trong khi đại quân của Valerianus đã mau chóng tiến hành binh biến và áp sát thành Roma. Thấy vậy đám binh sĩ quyết định nổi loạn giết chết ông tại Spoletium hoặc tại cầu Sanguinarium, giữa Oriculum và Narnia (Khúc đường giữa Spoletium và Roma) và chịu công nhận Valerianus là hoàng đế mới của họ. Sau cái chết của Aemilianus vốn xảy ra từ cuối tháng 7 đến giữa tháng 9, Valerianus còn cho công bố một memoriae damnatio chống lại ông trước toàn thể thần dân.
Cũng có thể là kẻ tiếm vị Silbannacus là một sĩ quan do Aemilianus để ở lại Roma trước khi tiến quân trừ diệt Valerianus, người sau này đã cố gắng trở thành hoàng đế nhưng về sau cũng bị đám binh sĩ dưới trướng sát hại.
Tình trạnh hỗn loạn dưới thời Aemilianus rốt cuộc cũng được sử gia Eutropius tóm gọn lại như sau: 
| “ | Aemilianus xuất thân từ một gia đình bình thường, triều đại của ông thậm chí còn không quan trọng hơn và ông bị giết chết chỉ trong ba tháng trị vì. | ” |